# 交通部観光署
交通部観光署（略称観光署または台湾観光署、繁体字中国語: 觀光署、英語: Tourism Administration, MOTC）は中華民国（台湾）交通部傘下の観光業務を執り仕切る最高機関。観光旅行関連の事業計画策定、管理・許認可のほか、台湾観光の広報業務を行っている。また台湾各地の国家風景区の主管機関。

## 業務
- 台湾ランタンフェスティバル（中国語版）の主催
- 台湾の観光コンテンツ広報
- 空港や主要駅でのトラベルセンター（旅客服務中心）の運営、無料Wi-fi「iTaiwan」の提供
- 交通部公路総局主管の公路客運（定期路線バス）ではカバーできない各観光拠点と主要駅を結ぶ観光路線バス網「台湾好行（中国語版）」の主管（運行は民間事業者に委託）
- 国家風景区の運営、管理

## 沿革
- 1960年9月 - 行政院により交通部の下位組織として小部会レベルの観光事業小組を設置。
- 1966年10月 - 交通部観光事業委員会に改称。
- 1971年6月24日 - 台湾省観光事業管理局と統合し前身の「交通部観光事業局」が発足。
- 1972年12月29日 - 蔣介石の総統令《交通部観光局組織条例》により改名が決定。
- 1973年3月1日 - 「交通部観光局」に再改称。
- 1985年3月 - 台湾省政府交通処の観光部（觀光組）を拡大した「台湾省政府交通処旅遊事業管理局」が設立される。
- 1999年7月 - 虚省化政策により台湾省政府交通処旅遊事業管理局（当時は現台中市霧峰区に所在）を観光局に併合し、「交通部観光局霧峰弁公室」に改称。
- 2001年6月20日 - 総統令公布修正《交通部観光局組織条例》により、観光局に国民旅遊部増設と、霧峰弁公室の人員異動による弁公室廃止が決定。行政院が同年8月1日に施行。
- 2002年 - 日本向け台湾観光キャンペーンのマスコットキャラクターに「茶さん（茶 壱福）」を起用。
- 2010年 - 「台湾好行（台湾トリップ）」の運行を開始
- 2013年12月 - 観光局の新たなマスコット「オーベア（喔熊、オーション、Oh-Bear）」が登場。
- 2023年9月15日 - 交通部観光署へと昇格。

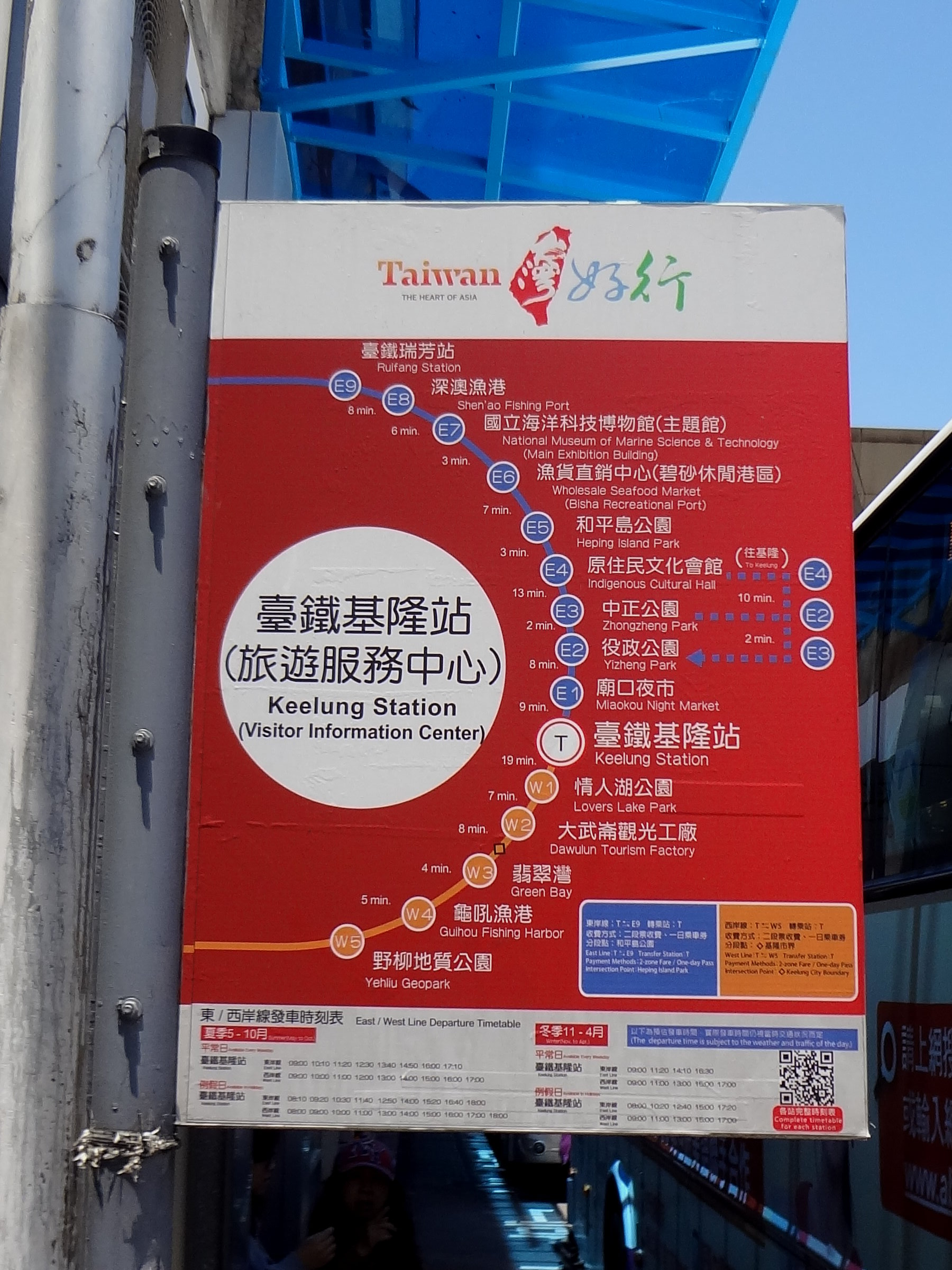
台湾好行のバス停留所
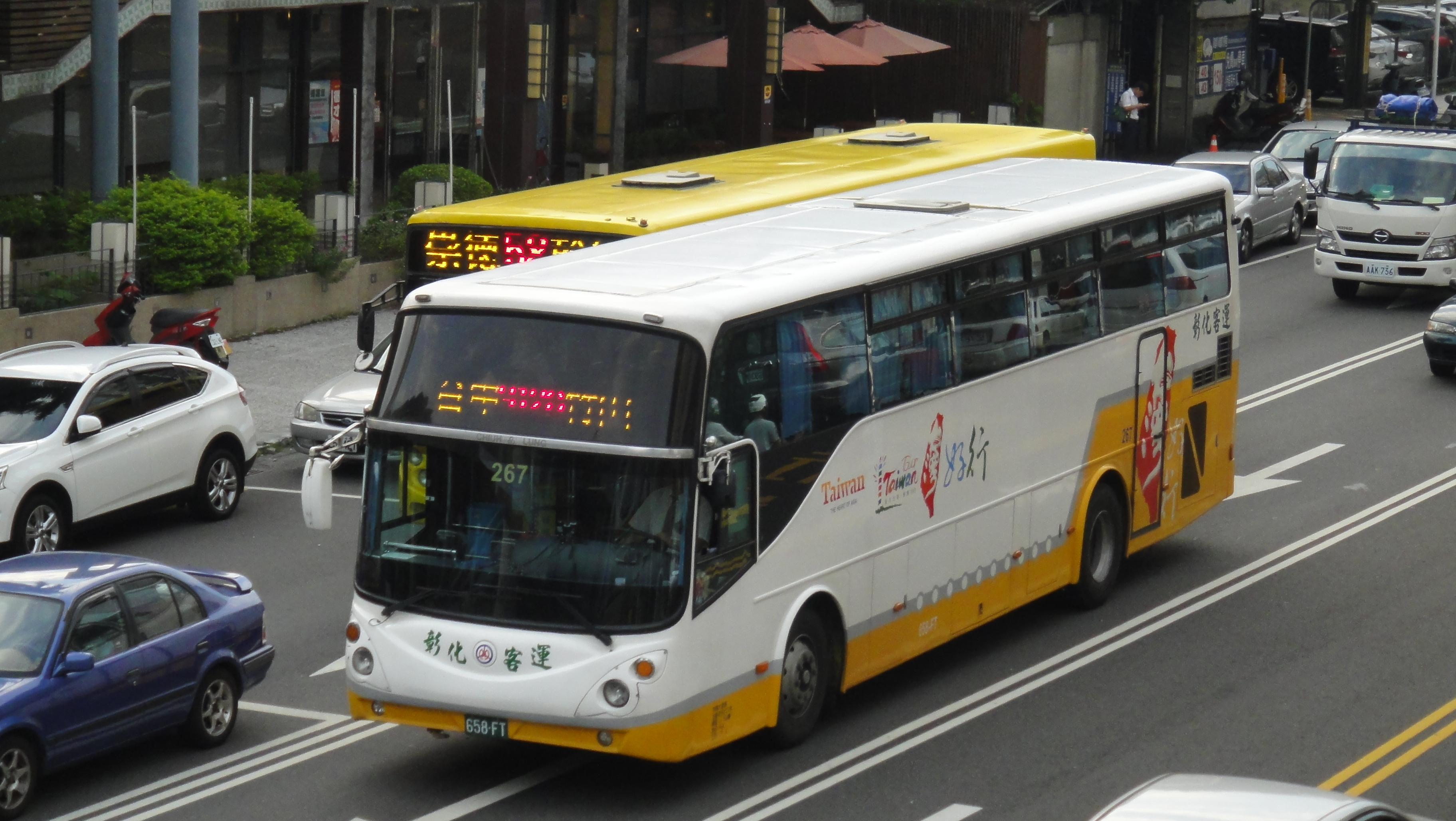
台湾好行バス（彰化客運）
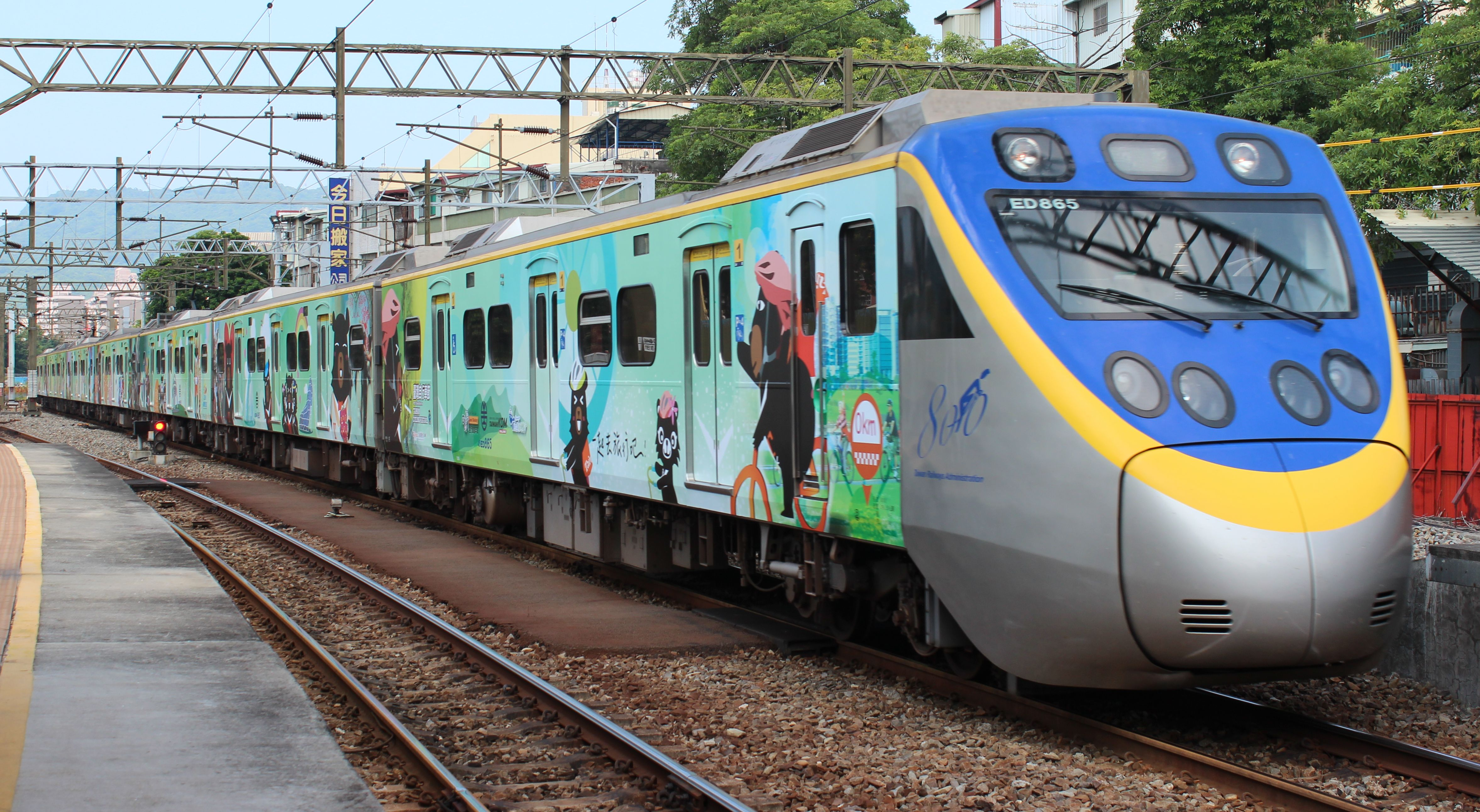
オーベアのラッピング車両（台鉄EMU800型）
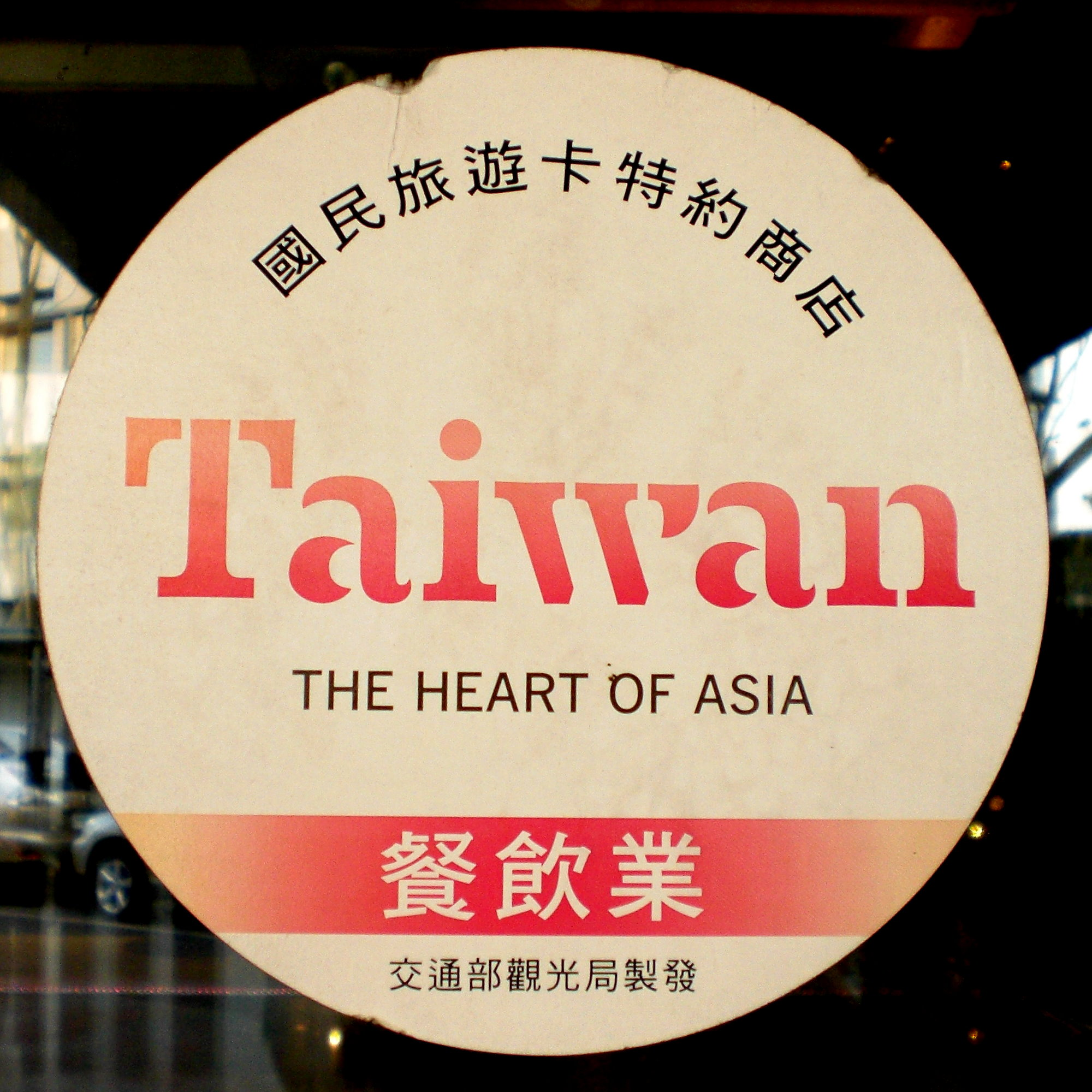
国民旅遊卡特約店のロゴマーク
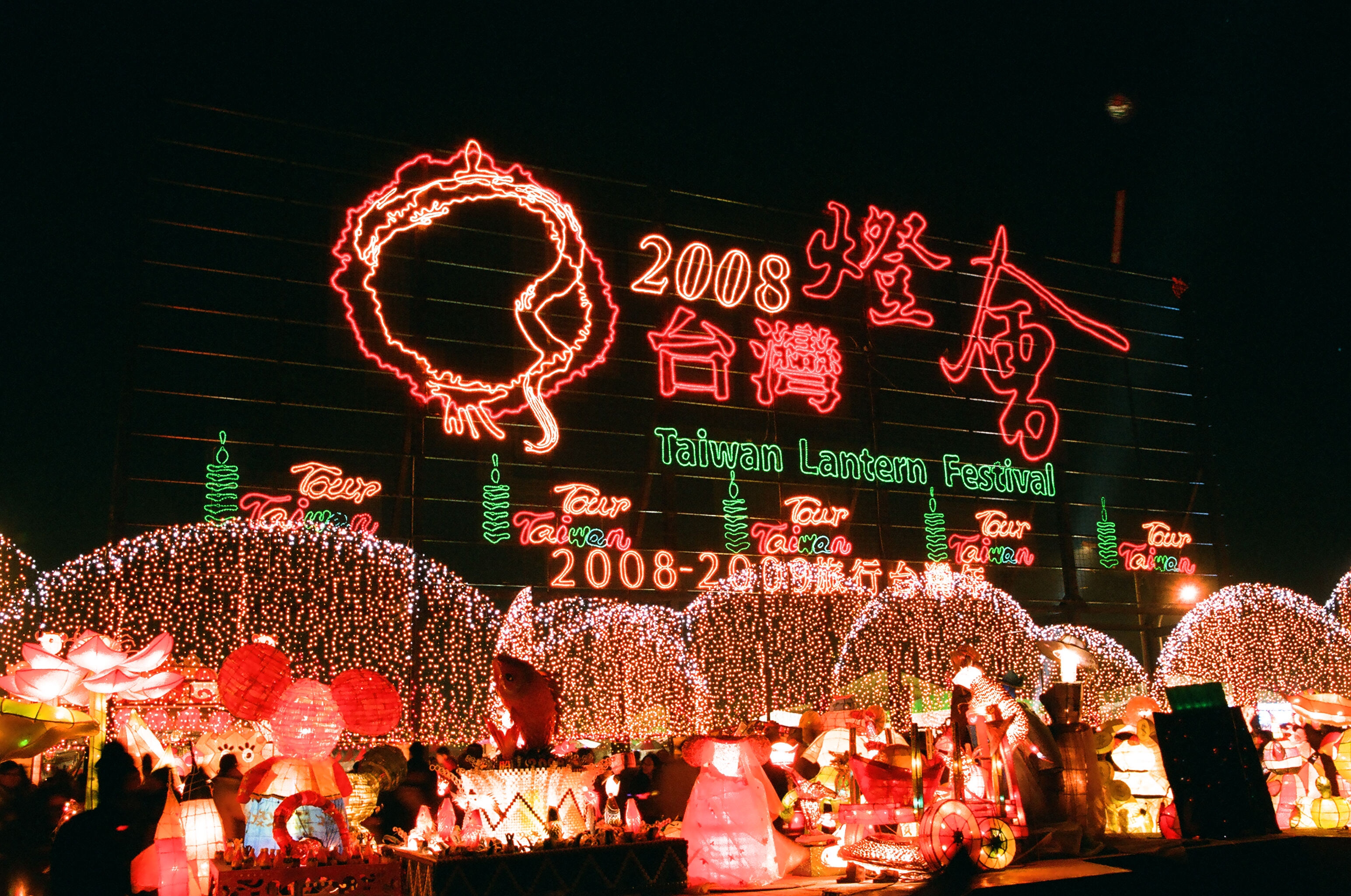
台湾ランタンフェスティバル（2008年）
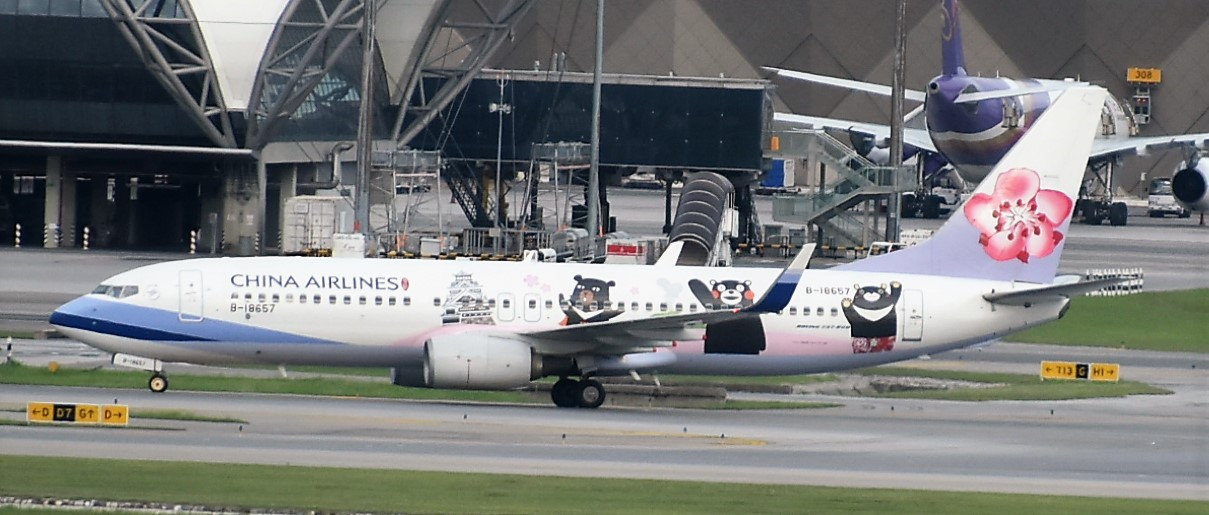
オーベア、くまモン（熊本県）、高雄熊（高雄市）がコラボレーションしたチャイナエアラインの「三熊」ラッピング仕様（2017年 - ）
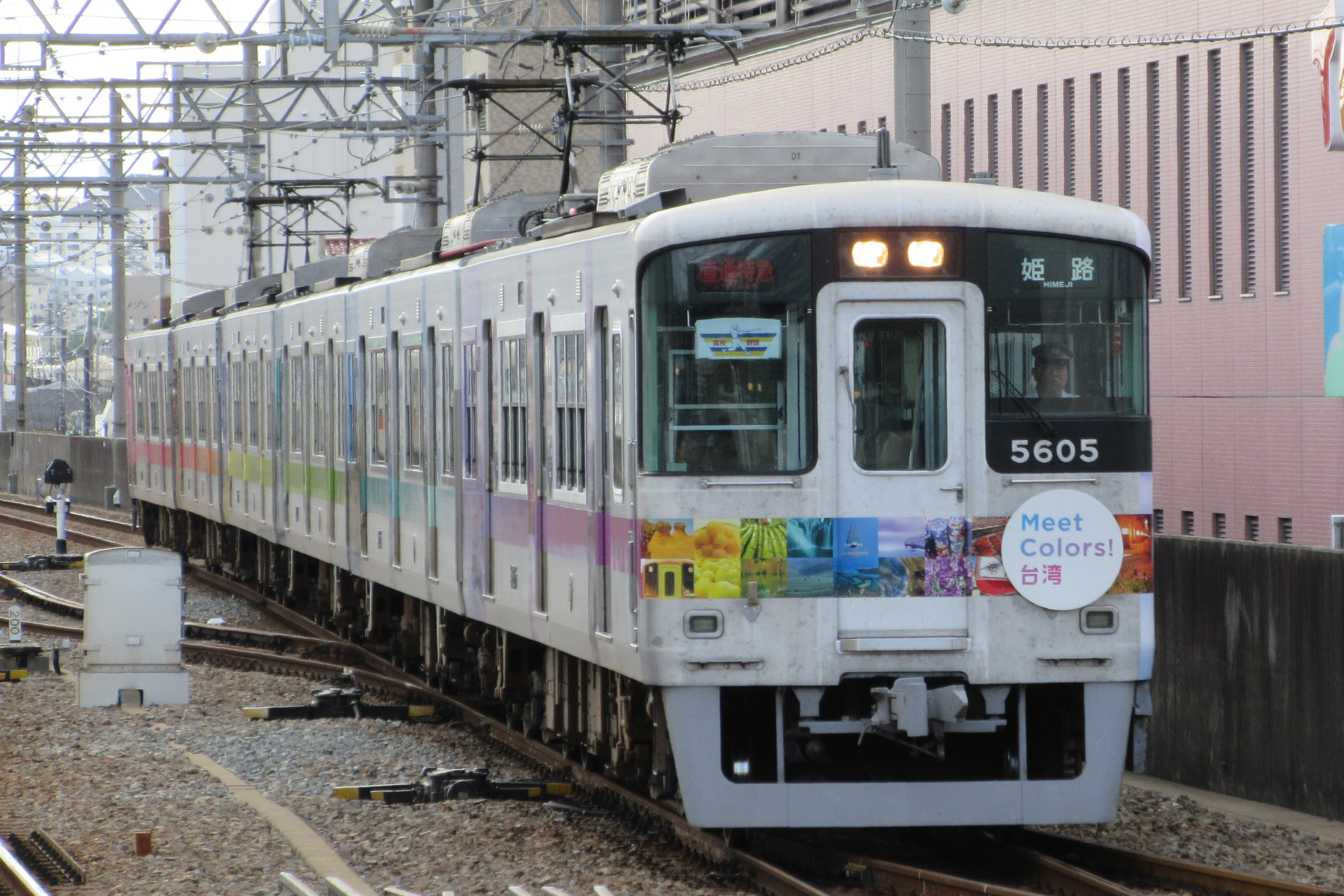
台鉄と山陽電鉄の友好提携に伴って運行された観光局の「Meet Colors! 台湾号」（2017年-）
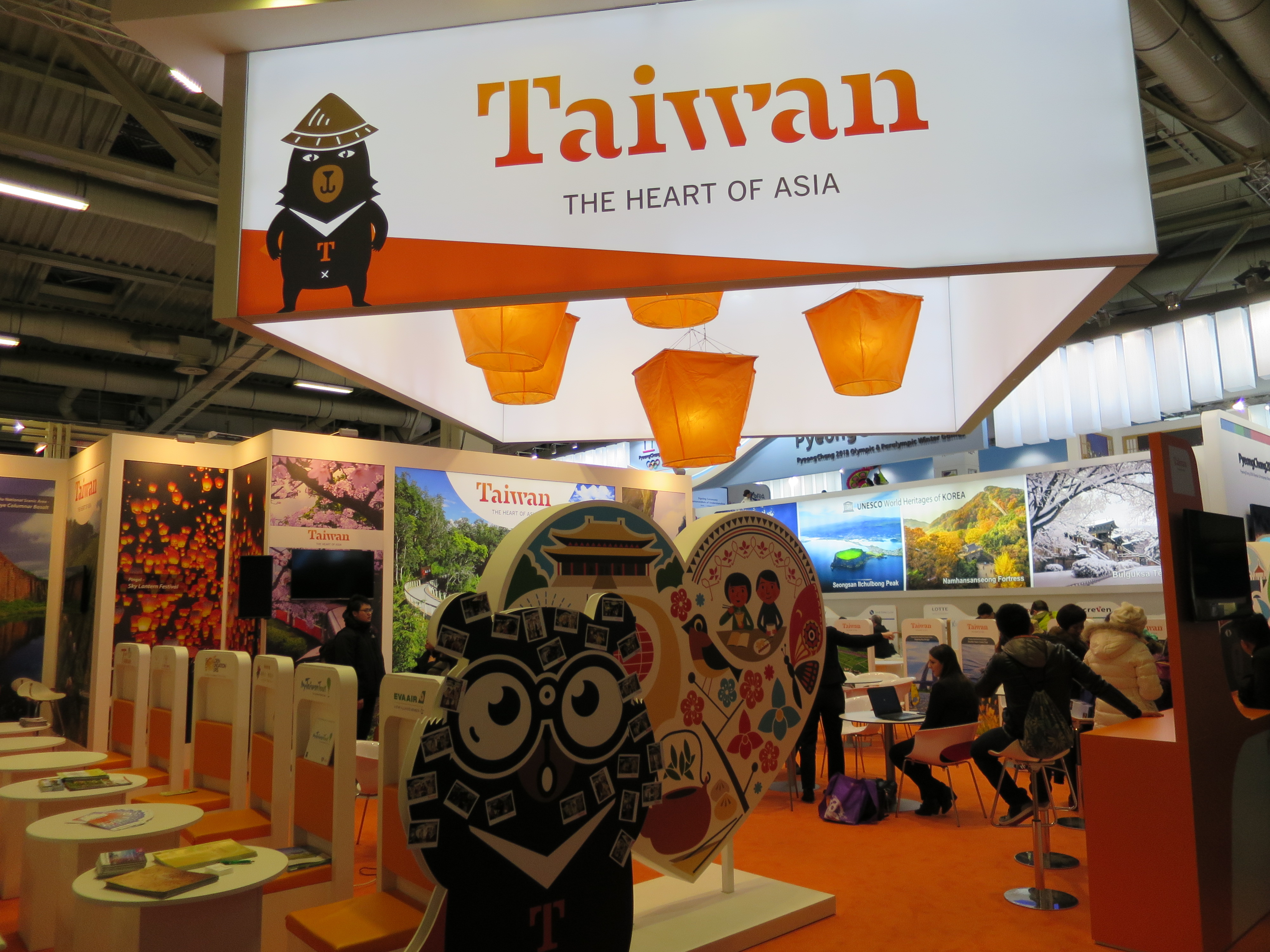
ドイツ・ベルリンの国際旅行博（ITB2016）での観光局ブース

## ロゴの変遷

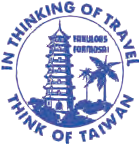
1971-1980
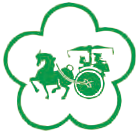
1980-2005
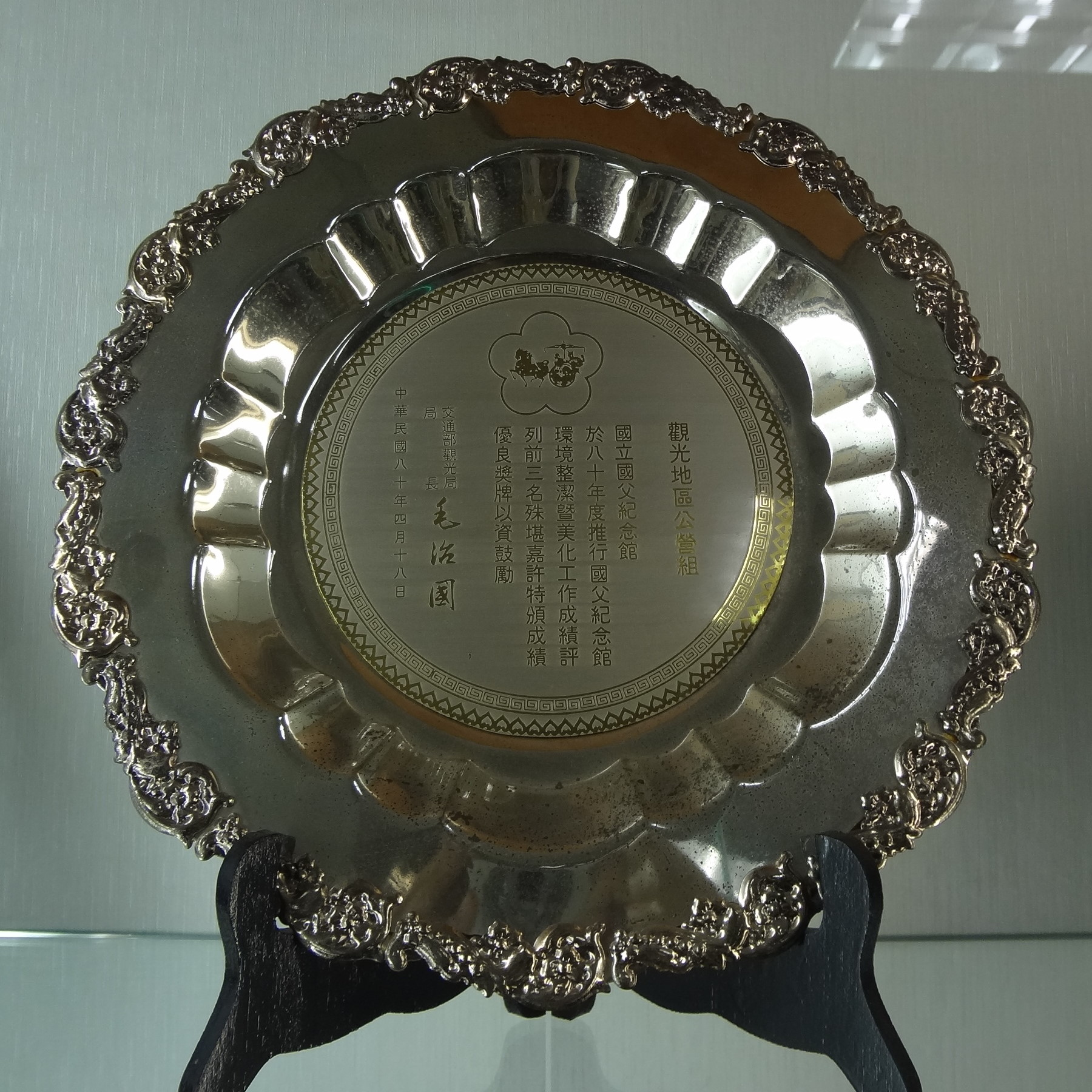
1991年交通部観光局ロゴ。上方には当時の観光局局章として、「孔子乗馬車周遊列国図」をあしらったイラストを中華民国梅花で囲んだものを採用していた。（～2000年）

二代目台湾観光ロゴマーク（2011年2月11日 - ）

## イメージキャラクター、親善大使

### 日本
CMイメージキャラクター
毎年秋に交代する。
- 2001-2002年：渡辺満里奈[3]
- 2007-2008年：F4[4]
- 2008-2013年：飛輪海[5]
- 2013-2014年：羅志祥[6]
- 2014-2015年：福山雅治[7]
- 2015-2016年：木村拓哉、ジョン・ウー[8]
- 2016-2017年：長澤まさみ[9]
- 2017-2018年：長澤まさみ[10]

台湾観光親善大使（アンバサダー）
- 小林幸子
- 陽岱鋼
- 林志玲
- 福山雅治
- 東儀秀樹
- もえのあずき - 2016台湾夏至235「美食親善大使」[12]
- 渡辺直美
- 友近（水谷千重子名義）[13]

## 歴代の長
| 代                | 姓名              | 就任時期          | 退任時期          |                   |                   |                   |                   |                   |                   |                   |                   |
| 交通部観光局 局長 | 交通部観光局 局長 | 交通部観光局 局長 | 交通部観光局 局長 | 交通部観光局 局長 | 交通部観光局 局長 | 交通部観光局 局長 | 交通部観光局 局長 | 交通部観光局 局長 | 交通部観光局 局長 | 交通部観光局 局長 | 交通部観光局 局長 |
| ----------------- | ----------------- | ----------------- | ----------------- | ----------------- | ----------------- | ----------------- | ----------------- | ----------------- | ----------------- | ----------------- | ----------------- |
| 1                 | 曹嶽維            | 1971年6月         | 1975年9月         |                   |                   |                   |                   |                   |                   |                   |                   |
| 2                 | 朱国勳（朱國勳）  | 1975年9月         | 1980年3月         |                   |                   |                   |                   |                   |                   |                   |                   |
| 3                 | 虞為              | 1980年4月         | 1988年3月         |                   |                   |                   |                   |                   |                   |                   |                   |
| 4                 | 毛治国            | 1989年1月         | 1991年9月         |                   |                   |                   |                   |                   |                   |                   |                   |
| 5                 | 張自強            | 1991年9月         | 1997年8月         |                   |                   |                   |                   |                   |                   |                   |                   |
| 6                 | 張学労（張學勞）  | 1997年10月        | 2002年7月         |                   |                   |                   |                   |                   |                   |                   |                   |
| 7                 | 蘇成田            | 2002年8月         | 2005年4月         |                   |                   |                   |                   |                   |                   |                   |                   |
| 8                 | （賴瑟珍）        | 2006年11月        | 2012年4月         |                   |                   |                   |                   |                   |                   |                   |                   |
| 9                 | 謝謂君            | 2012年4月         | 2016年9月         |                   |                   |                   |                   |                   |                   |                   |                   |
| 10                | 周永暉            | 2016年9月19日     | 2023年9月14日     |                   |                   |                   |                   |                   |                   |                   |                   |
| 交通部観光署 署長 |                   |                   |                   |                   |                   |                   |                   |                   |                   |                   |                   |
| 1                 | 周永暉            | 2023年9月15日     | 卸任              |                   |                   |                   |                   |                   |                   |                   |                   |
| 2                 | 陳玉秀            | 2025年6月27日     | 現職              |                   |                   |                   |                   |                   |                   |                   |                   |

## 組織
- 署長
  - 副署長（2名）
    - 主任秘書

### 内部部局
- 計画部（企劃組）
- 業務部（業務組）
- 技術部（技術組）
- 国際部（國際組）
- 国民旅遊部（國民旅遊組）
- 旅宿部（旅宿組）
- 広報室（公關室）
- 通信部（資訊室）
- 秘書室（祕書室）
- 人事室
- 公務倫理室（政風室）
- 主計室

### 付属機関
- 駐外弁事処：（サンフランシスコ、ニューヨーク、ロサンゼルス、フランクフルト、シンガポール、クアラルンプール、ソウル、香港、東京、大阪、北京、上海）
- 観光局トラベルセンター（旅遊服務中心）：台北市、台中市、台南市、高雄市服務処）
  - 台湾桃園国際空港旅客服務中心
  - 高雄国際空港旅客服務中心

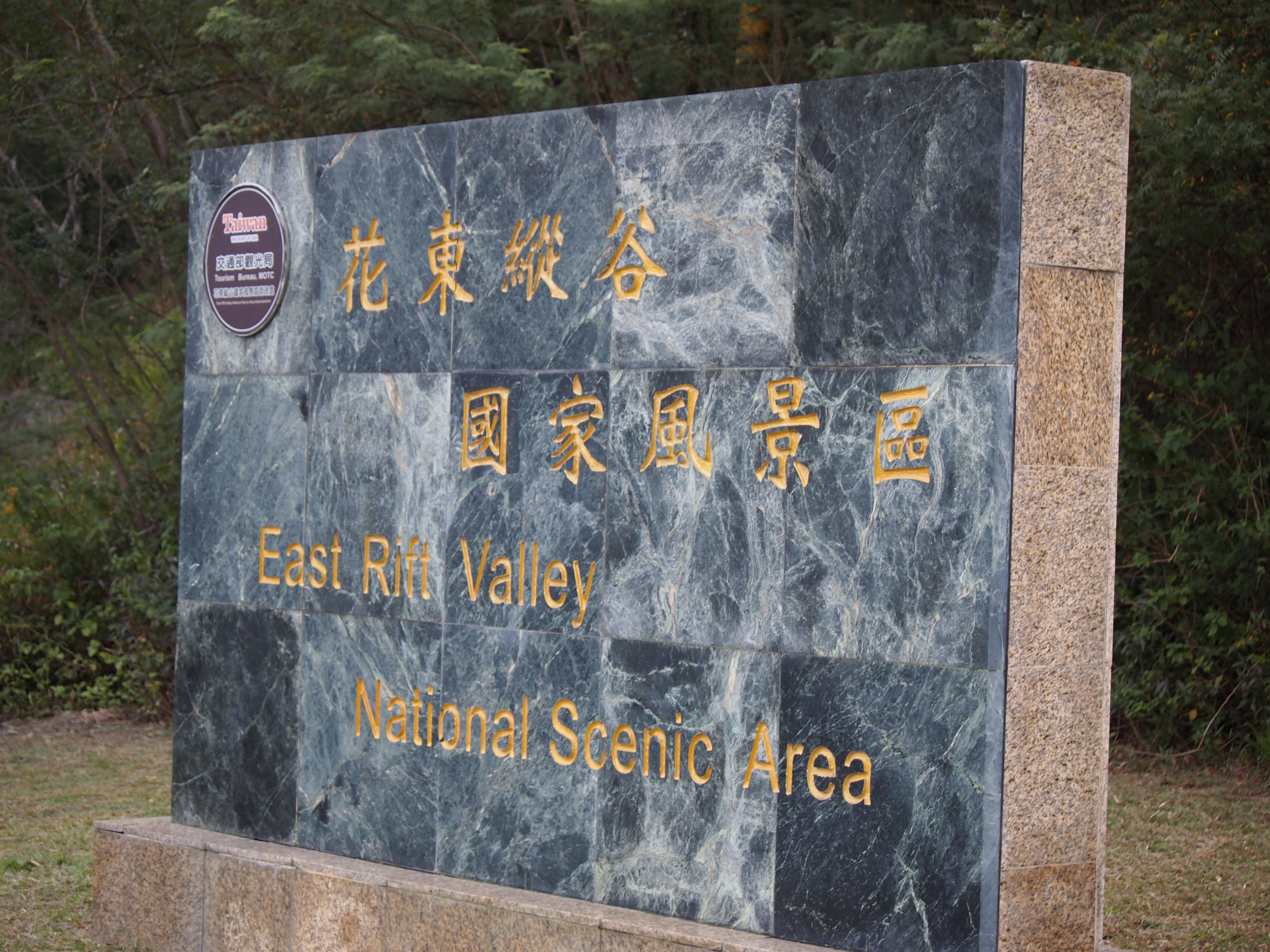
東北角・宜蘭海岸国家風景区管理処
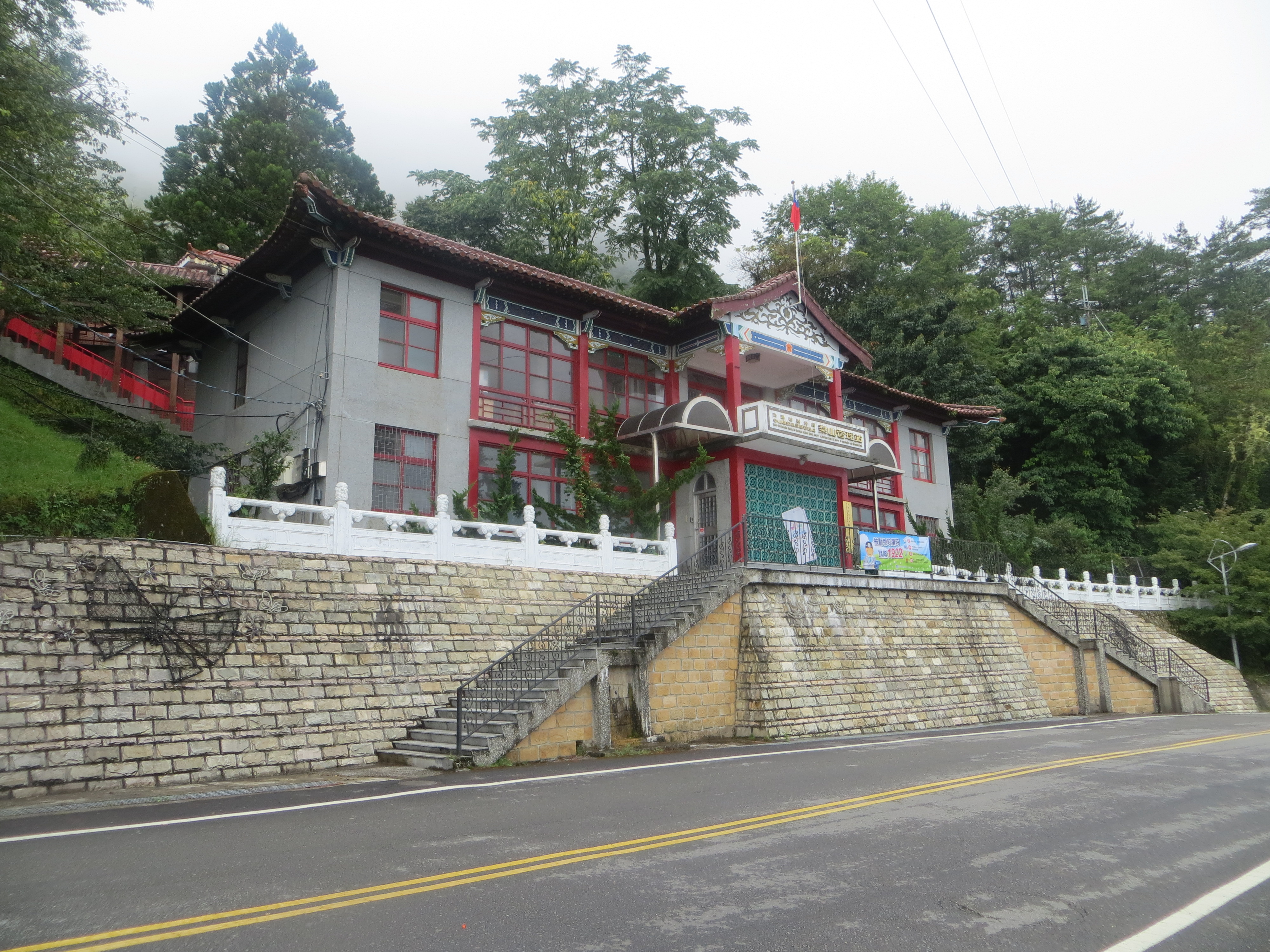
東部海岸国家風景区管理処
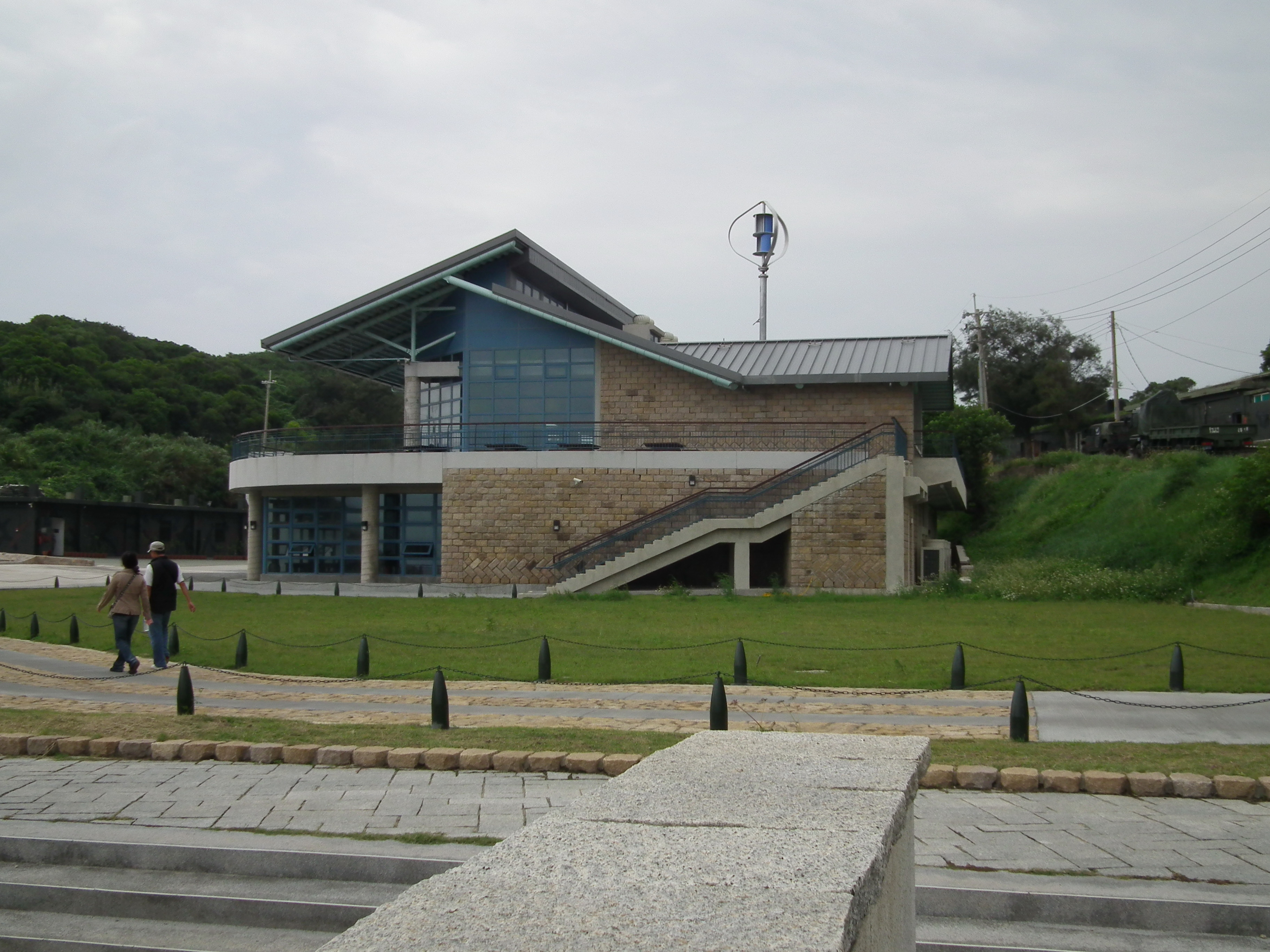
澎湖国家風景区（中国語版）管理処
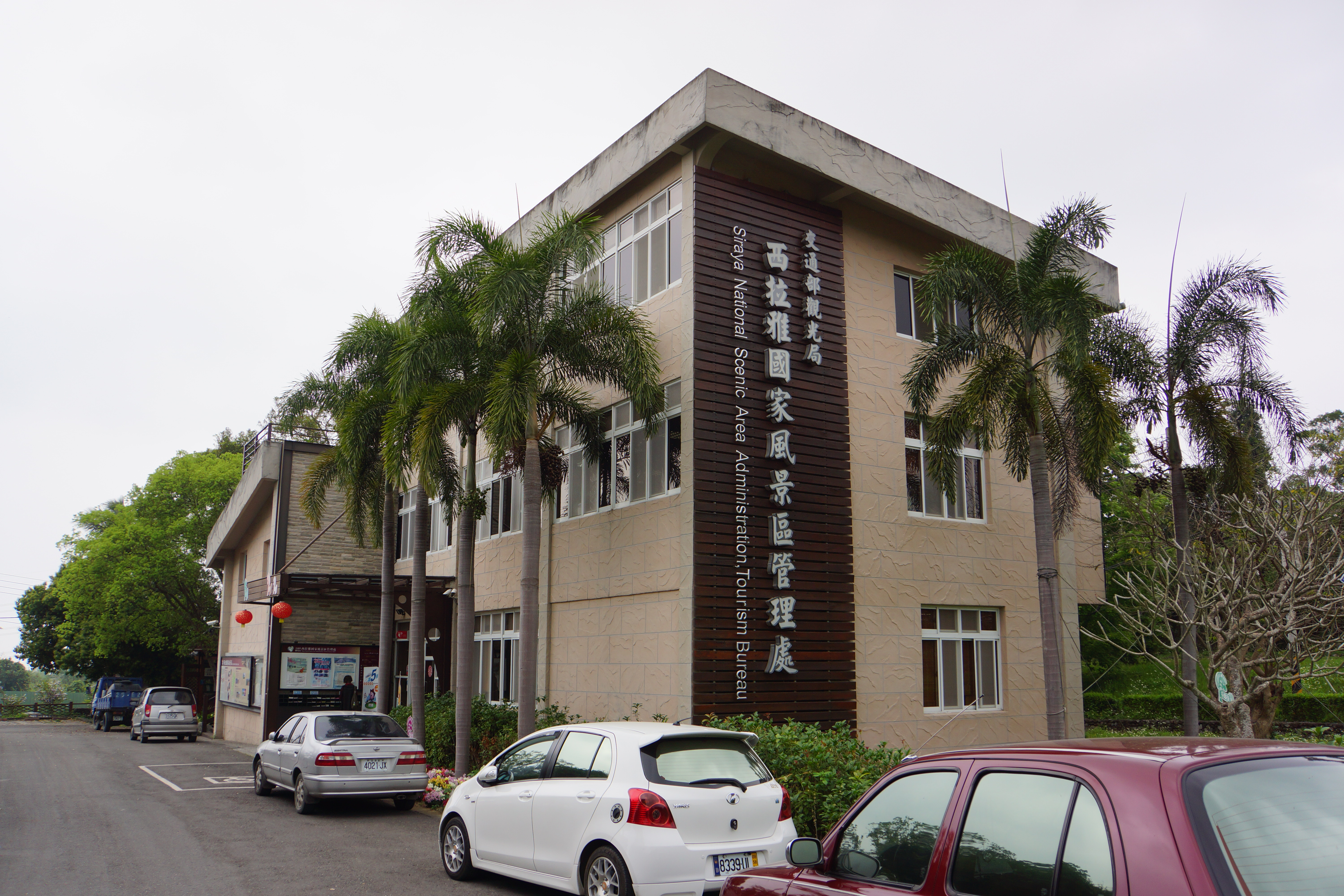
大鵬湾国家風景区管理処
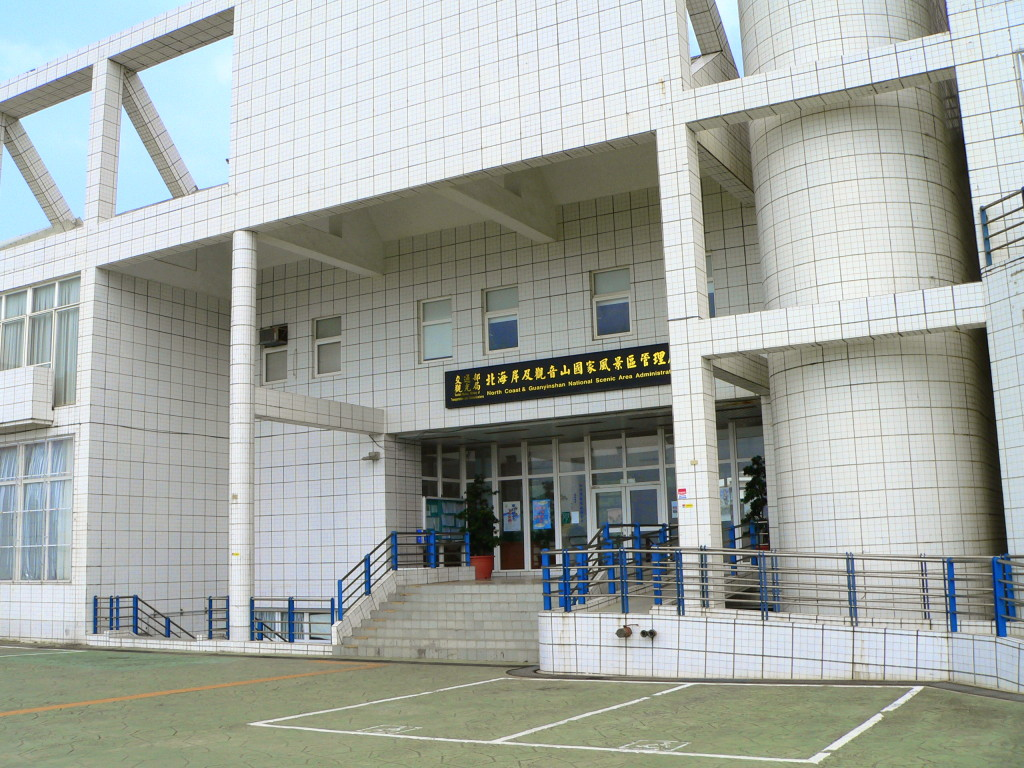
花東縦谷国家風景区管理処
- 馬祖国家風景区（中国語版）管理処
- 日月潭国家風景区管理処
- 参山国家風景区管理処
- 阿里山国家風景区管理処
- 茂林国家風景区管理処
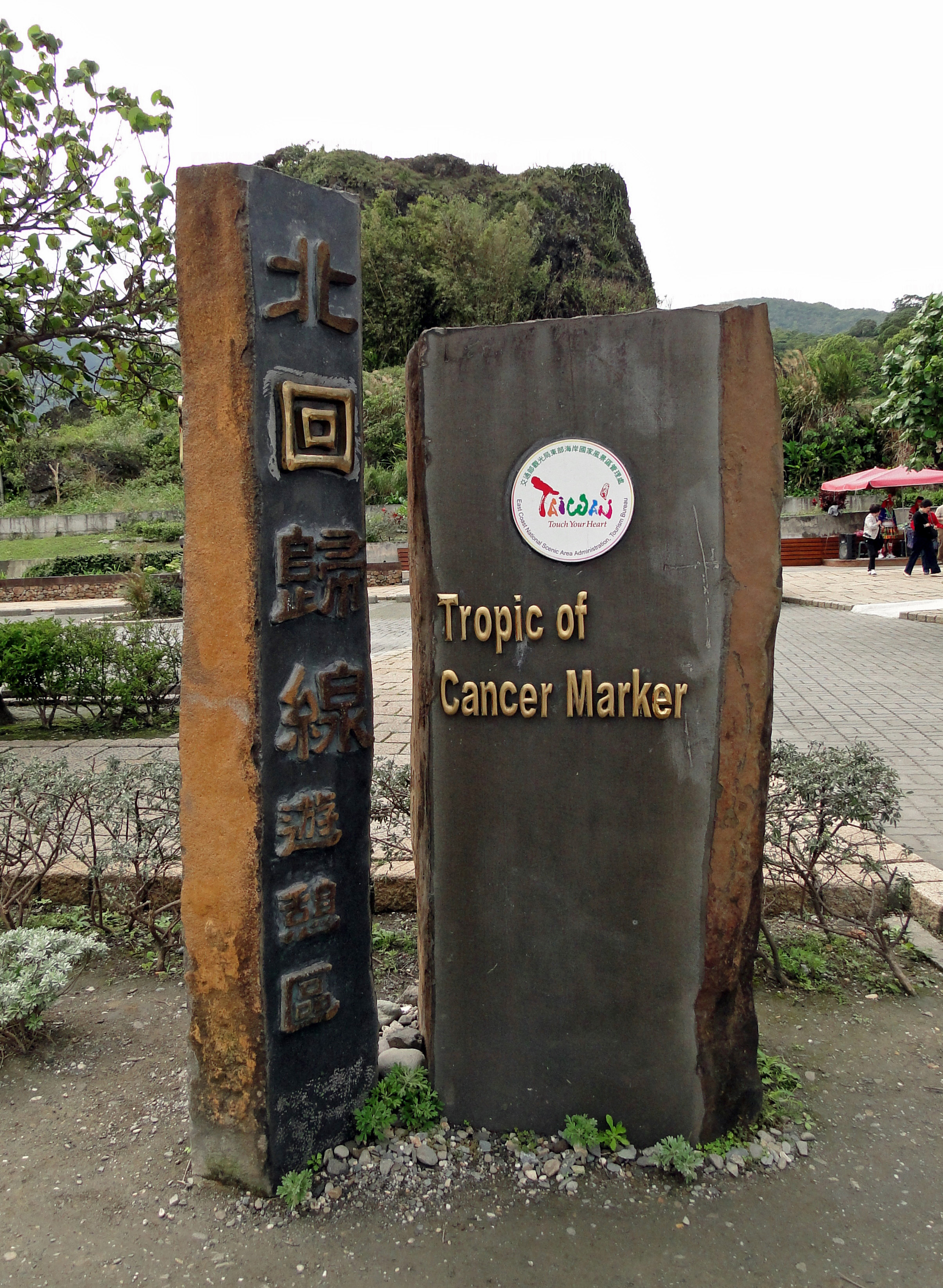
北海岸・観音山国家風景区管理処
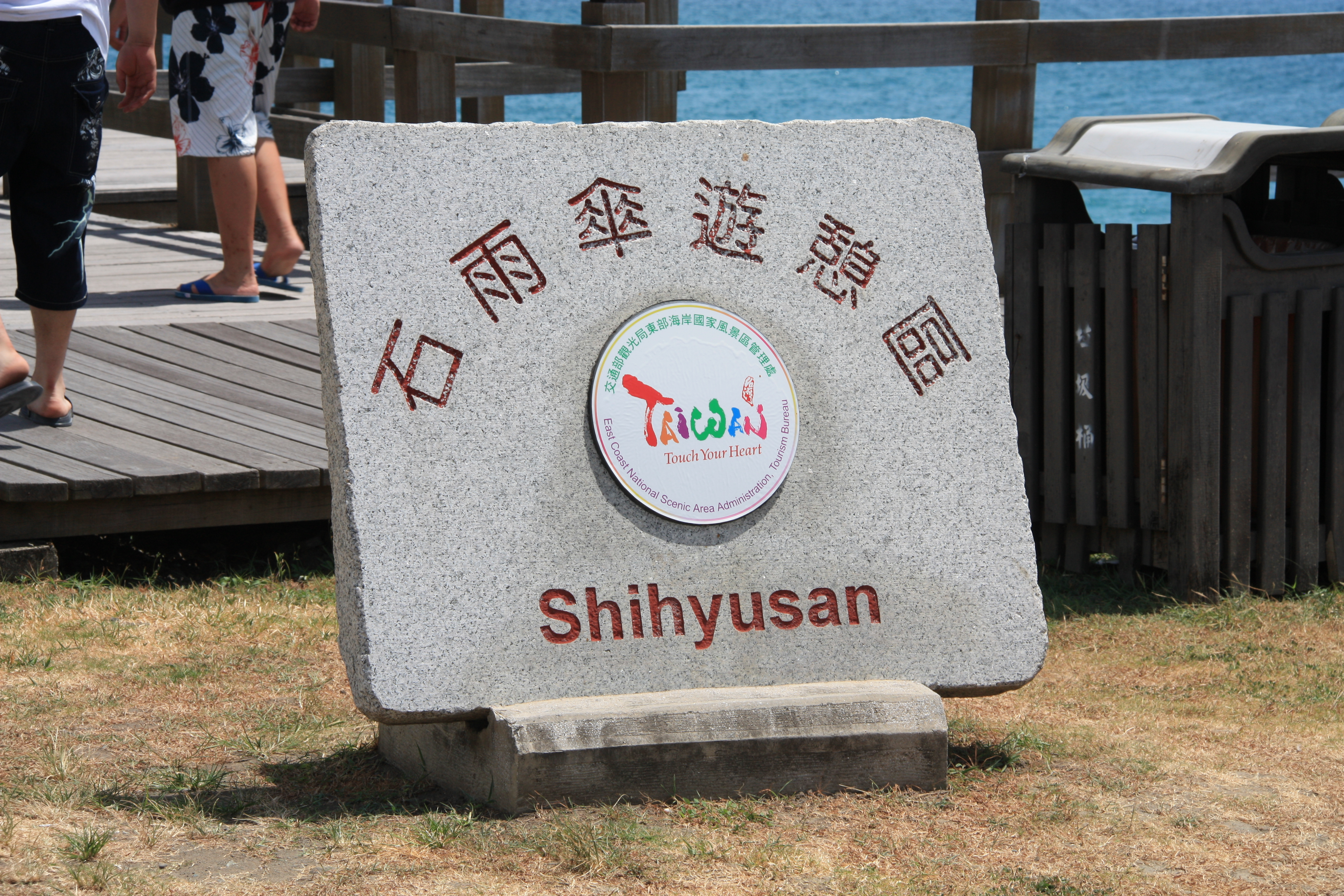
雲嘉南国家風景区（中国語版）管理処
- シラヤ国家風景区管理処

- 花東縦谷国家風景区
- 参山国家風景区管理処
- 馬祖国家風景区管理処
- 西拉雅（シラヤ）国家風景区管理処
- 北海岸及観音山国家風景区管理処
- 東部海岸国家風景区管理処北回帰線遊憩区
- 東部海岸国家風景区管理処石雨傘遊憩区

## 台湾の観光管理体系
行政単位
（中央政府）
- 行政院観光発展推動委員会
  - 交通部観光局

（地方政府）
- 各県市政府観光旅遊局処（名称は統一されていない）

公共観光地管理組織
- 交通部観光局所轄の国家風景区
- 中華民国内政部営建署（中国語版）所轄国家公園（中国語版）
- 国軍退除役官兵輔導委員会所屬の国家農（林）場
- 行政院農業委員会林務局所轄自然保留区（中国語版）、自然保護区（中国語版）および国家森林遊楽区（中国語版）、国家歩道系統
- 教育部所管の大学実験林
- 経済部所管の台湾のダム（中国語版）および国営事業附属観光遊憩地区
- 各県市政府所轄の風景特定区（中国語版）

### 文献
- 交通部觀光局行政資訊系統
- 觀光行政組織之變革 - 交通部觀光局之觀光政策白皮書